# Сентервілл (Індіана)
Сентервілл (англ. Centerville) — місто (англ. town) в США, в окрузі Вейн штату Індіана. Населення — 2748 осіб (2020).

## Географія
Сентервілл розташований за координатами 39°49′35″ пн. ш. 84°59′12″ зх. д. / 39.82639° пн. ш. 84.98667° зх. д. (39.826402, -84.986696).  За даними Бюро перепису населення США в 2010 році місто мало площу 6,23 км², з яких 6,23 км² — суходіл та 0,00 км² — водойми. В 2017 році площа становила 7,86 км², з яких 7,80 км² — суходіл та 0,06 км² — водойми.

## Демографія
Згідно з переписом 2010 року, у місті мешкали 2552 особи в 1038 домогосподарствах у складі 738 родин. Густота населення становила 410 осіб/км².  Було 1147 помешкань (184/км²).
Расовий склад населення:
| - 96,1 % — білих - 0,6 % — чорних або афроамериканців - 0,6 % — азіатів - 0,1 % — корінних американців - 1,3 % — осіб інших рас |

До двох чи більше рас належало 1,2 %. Частка іспаномовних становила 2,5 % від усіх жителів.
За віковим діапазоном населення розподілялося таким чином: 27,4 % — особи молодші 18 років, 59,1 % — особи у віці 18—64 років, 13,5 % — особи у віці 65 років та старші. Медіана віку мешканця становила 37,1 року. На 100 осіб жіночої статі у місті припадало 90,4 чоловіків;  на 100 жінок у віці від 18 років та старших — 87,9 чоловіків також старших 18 років.
Середній дохід на одне домашнє господарство  становив 56 903 долари США (медіана — 45 433), а середній дохід на одну сім'ю — 59 040 доларів (медіана — 43 897). Медіана доходів становила 42 130 доларів для чоловіків та 34 449 доларів для жінок. За межею бідності перебувало 22,9 % осіб, у тому числі 40,0 % дітей у віці до 18 років та 9,5 % осіб у віці 65 років та старших.
Цивільне працевлаштоване населення становило 1132 особи. Основні галузі зайнятості: освіта, охорона здоров'я та соціальна допомога — 33,4 %, виробництво — 18,2 %, роздрібна торгівля — 12,0 %, мистецтво, розваги та відпочинок — 7,6 %.